# SN 2011cs
SN 2011cs – supernowa typu Ic odkryta 27 kwietnia 2011 roku w galaktyce A120801+4913. W momencie odkrycia miała maksymalną jasność 18,60m.